# Os
Ós (ang. Axle, nem. Achse) je strojni element, ki omogoča vrtenje, vendar ne prenaša navora, os ki prenaša navor se imenuje gred.